# Frode Olsen
Frode Olsen (Stavanger, 12 oktober 1967) is een voormalig betaald voetballer uit Noorwegen die speelde als doelman gedurende zijn carrière. Hij was later actief als tv-commentator en trainer-coach van de vrouwen van Klepp IL. Hij beëindigde zijn loopbaan in 2004 bij Viking Stavanger.

## Interlandcarrière
Olsen speelde in totaal 26 interlands voor het Noors voetbalelftal. Onder leiding van bondscoach Egil "Drillo" Olsen maakte hij zijn debuut op 6 februari 1995 in het oefenduel tegen Estland (7-0) in Larnaca, net als aanvaller en doelpuntenmaker Harald Brattbakk van Rosenborg BK. Olsen viel in die wedstrijd na 45 minuten in voor aanvoerder Erik Thorstvedt. Hij nam met zijn vaderland deel aan het EK voetbal 2000.

## Erelijst
Strømsgodset IF
- Beker van Noorwegen

1991
 Stabæk Fotball
- Beker van Noorwegen

1998